# 博洛日夫卡河
博洛日夫卡河（烏克蘭語：Боложівка），是烏克蘭的河流，位於該國西部，屬於維利亞河的支流，發源自小卡列京齊以東，流經赫梅利尼茨基州和捷爾諾波爾州，河道全長12公里，流域面積29平方公里。